# Nasza reputacja
Nasza reputacja – album muzyczny polskiej grupy rockowej Lady Pank, wydany w roku 2000.
Płyta jest ukłonem zespołu w stronę bluesa. Utwory są utrzymane w klimatycznej, rock-bluesowej konwencji. Oprócz niekomercyjnych utworów (np. „Ona”) na płycie znalazły się również takie, które zdobyły dużą popularność i odniosły komercyjny sukces (jak np. „Słońcem opętani”, „Na granicy” czy „Jak ruchomy cel”). Do utworów „Słońcem opętani” i „Na granicy” powstały teledyski.

## Lista utworów
1. „Słońcem opętani” (muz. J. Borysewicz; sł. J. Panasewicz) – 3:58
2. „Stacja-alienacja” (muz. J. Borysewicz; sł. K. Jaryczewski) – 3:54
3. „Jak ruchomy cel” (muz. J. Borysewicz; sł. J. Panasewicz) – 4:24
4. „Heroina” (muz. J. Borysewicz; sł. J. Panasewicz) – 4:23
5. „Samotne noce” (muz. i sł. J. Borysewicz) – 3:09
6. „Ona” (muz. J. Borysewicz; sł. J. Panasewicz) – 5:21
7. „W niewoli” (muz. J. Borysewicz; sł. J. Panasewicz) – 3:06
8. „Bulanda” (muz. J. Borysewicz; sł. J. Panasewicz) – 4:35
9. „Na granicy” (muz. J. Borysewicz; sł. J. Panasewicz) – 4:01
10. „Twoja reputacja” (muz. J. Borysewicz; sł. J. Panasewicz) – 4:09
11. „Druga strona” (muz. i sł. J. Borysewicz) – 3:24

## Skład zespołu
- Jan Borysewicz – gitary, mandolina „Kentucky”, śpiew
- Janusz Panasewicz – śpiew
- Kuba Jabłoński – perkusja, śpiew
- Krzysztof Kieliszkiewicz – bas
- Andrzej Łabędzki – gitara

Gościnnie:
- kwartet smyczkowy (w utw. 9):
  - Patrycja Jopek – skrzypce
  - Magdalena Specjał – skrzypce
  - Ewa Bartmann – altówka
  - Angelika Bielak – wiolonczela
- Jerzy Kaczmarek – inst. klawiszowe (w utw. 6 i 11)

## Produkcja
- Produkcja muzyczna: Jan Borysewicz
- Realizacja i mix: Leszek Kamiński
- Mastering: Julita Emanuiłow w CD Accord
- Management: Impress JOT Julita Janicka
- Product Manager: Michał Kwiatek
- Foto zespołu: Beata Wielgosz